# Alexander Bader
Alexander Bader (* 1965 in Stuttgart) ist ein deutscher Klarinettist.

## Leben
Bader nahm an der Hochschule der Künste in Berlin zunächst ein Studium im Fach Klavier auf und studierte daneben bei Manfred Preis und Peter Rieckhoff Klarinette. Nach dem Abschluss des Orchesterdiploms wechselte er an die Hochschule für Musik Karlsruhe in die Solistenklasse von Wolfgang Meyer.
1990 wurde er in die Deutsche Kammerphilharmonie Bremen aufgenommen. Mit deren Bläsersolisten wurde er 1998 für eine Einspielung von Felix Mendelssohn Bartholdys Sommernachtstraum mit dem Echo-Klassik-Preis ausgezeichnet. 2002 wechselte er als Erster Solo-Klarinettist an die Komische Oper in Berlin. Gleichzeitig spielte er als Gastmusiker an der Bayerischen Staatsoper und bei den Münchner Philharmonikern.
Seit 1. Mai 2006 ist Bader Mitglied der Berliner Philharmonikern und gehört seit der Spielzeit 2006/07 zum Scharoun Ensemble. Daneben widmet er sich mit Ensembles – wie Concentus Musicus Wien – dem Balthasar-Neumann-Ensemble oder der Akademie für Alte Musik Berlin der historischen Aufführungspraxis auf Originalinstrumenten.